# Museum Friedland
Das Museum Friedland liegt in Friedland in Niedersachsen. Das Museum erforscht, sichert, präsentiert und vermittelt die Geschichte des seit 1945 bestehenden Grenzdurchgangslagers Friedland.

## Gründung
Mehr als vier Millionen Menschen haben bis heute das Grenzdurchgangslager passiert, darunter Flüchtlinge, Heimatvertriebene und Ausgewiesene, entlassene Kriegsgefangene und Displaced Persons, Aussiedler und Spätaussiedler, Schutzsuchende aus vielen Teilen der Welt. Die Errichtung des Museums geht auf einem fraktionsübergreifenden Beschluss des Niedersächsischen Landtags vom 11. Oktober 2006 zurück. Darin wurde die Niedersächsische Landesregierung aufgefordert, die historische Bedeutung des Grenzdurchgangslagers Friedland durch die Errichtung eines Museums angemessen zu würdigen. Am 18. März 2016 wurde das Museum eröffnet und hatte im ersten Jahr rund 16.000 Besucher. Zuvor gab es eine begrenzte Dokumentation der Lagergeschichte in einer rekonstruierten Nissenhütte auf dem Lagergelände.

## Museumsgebäude
Das Museum ist im historischen Bahnhofsgebäude von Friedland untergebracht, der eine wichtige Anbindung an das Grenzdurchgangslager war und ist. Das Gebäude bietet 350 m² Ausstellungsfläche. Die frühere Gepäckhalle des Bahnhofs dient heute als Foyer. Das denkmalgeschützte Gebäude wurde vor der Umnutzung komplett saniert und modernisiert. Hinzu kam ein gläserner Treppenturm mit Aufzugsanlage, die für Barrierefreiheit sorgt.

## Erweiterungsbau
Ein Besucher-, Medien- und Dokumentationszentrum ist im Bau, Ende 2023 fand zehn Monate nach dem ersten Spatenstich das Richtfest statt. Es soll 17 Millionen Euro kosten, von denen der Bund zehn Millionen Euro und das Land Niedersachsen sieben Millionen Euro tragen. Dieses Gebäude, eingebettet in eine Parkanlage zwischen dem historischen Bahnhof und dem Grenzdurchgangslager, soll Mitte 2025 eröffnet werden.

## Ausstellung und Sammlung

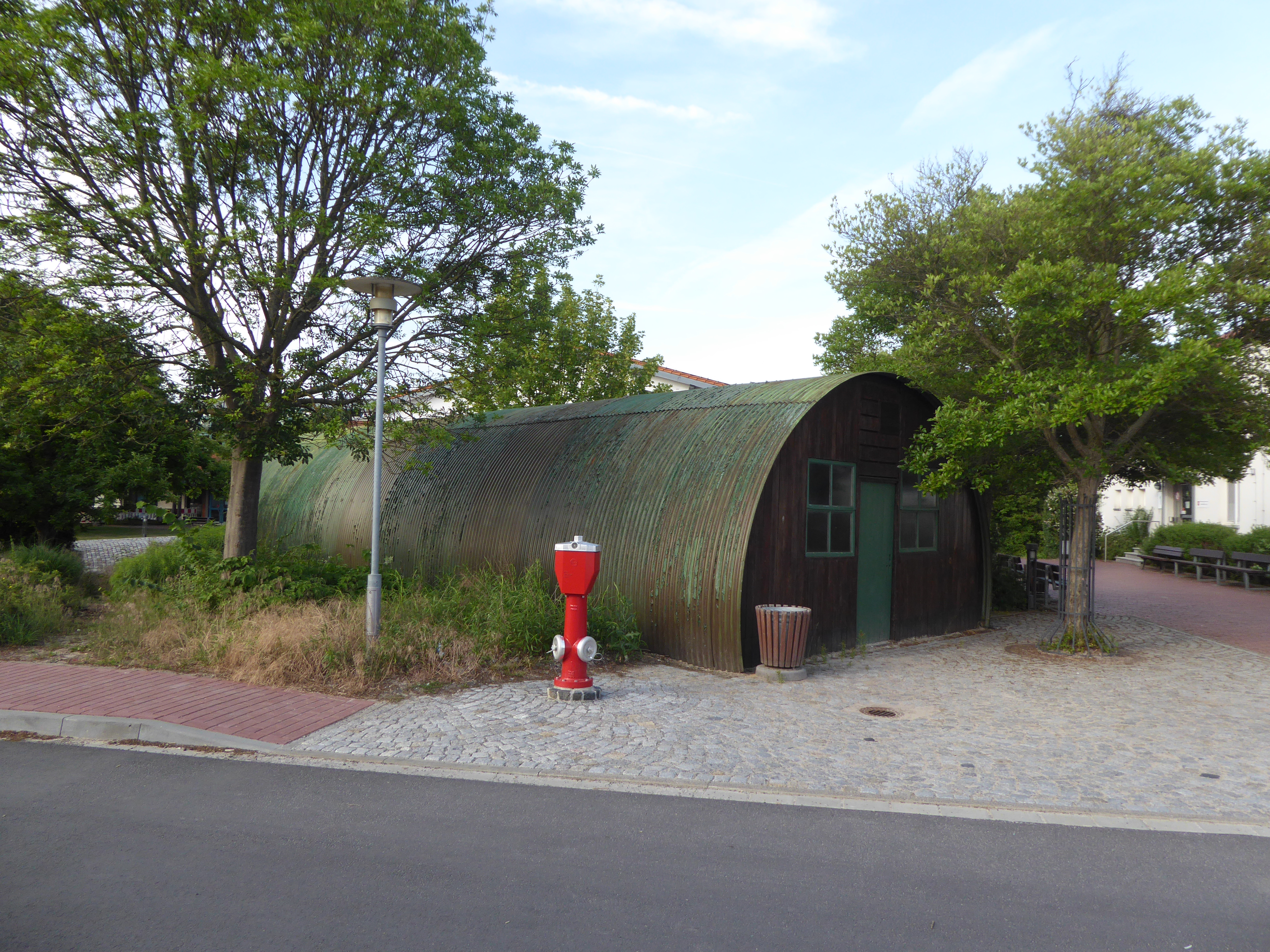
Rekonstruierte Nissenhütte im Lager Friedland. Anfänglicher Ausstellungsort des Museums Friedland, heute wird sie für Sonderausstellungen genutzt.

In seiner Dauerausstellung „Fluchtpunkt Friedland“ zeigt das Museum die Geschichte des Grenzdurchgangslagers von 1945 bis heute. Es behandelt die vielschichtigen Prozesse von Abschied, Ankunft und Neubeginn und thematisiert Fragen von Staatsangehörigkeit und nationaler Identität, Heimat, Menschenrechten und Asyl.
Anhand multimedialer Präsentationen, der Geschichten einzelner Menschen und von über 400 Exponaten erfahren die Besucher, wie sich Arbeit und Bedeutung des Lagers im Laufe der Zeit gewandelt haben. Auch die Dynamik von Migration wird thematisiert ebenso wie die Versuche, sie zu steuern und zu kontrollieren. Wechselausstellungen in einer Nissenhütte auf dem Lagergelände ergänzen das Ausstellungsprogramm.
Das Museum Friedland sammelt und bewahrt Zeugnisse aus der Geschichte und Gegenwart des Grenzdurchgangslagers Friedland. Die Sammlung wird kontinuierlich erweitert und wissenschaftlich erschlossen. Derzeit umfasst sie mehrere Tausend Stücke mit Bezug zum Lager Friedland oder zu den Lebenswegen von Menschen, die es durchliefen. In der Sammlung finden sich persönliche Dinge der Lagerbewohner, Fotografien und Dokumente sowie mehr als 200 Video-Interviews mit Zeitzeugen aus sämtlichen Jahrzehnten von 1945 bis heute.

### Begleitende Museumsarbeit
Durch begleitende Museumsarbeit, wie Ausstellungen, Projekte, museumspädagogische Angebote und Veranstaltungen soll Wissen über Formen und Ursachen von Migration vermitteln werden. Sie soll gesellschaftliche Teilhabe ermöglichen und zu Diskussionen über Grenzen, Zugehörigkeiten und Vorstellungen von Freiheit, Menschenrechten und Asyl anregen.